# Sułów Milicki
Sułów Milicki – dawna stacja kolejowa w Sułowie, w gminie Milicz, w powiecie milickim; w województwie dolnośląskim, w Polsce. Została otwarta w 1894 roku. Zamknięta została w 1991 roku.